# Bibloplectus chickasaw
Bibloplectus chickasaw är en skalbaggsart som beskrevs av Chandler 1990. Bibloplectus chickasaw ingår i släktet Bibloplectus och familjen kortvingar. Inga underarter finns listade i Catalogue of Life.